# 阿尔巴尼亚正教会
阿尔巴尼亚正教会（英語：Albanian Orthodox Church）是东正教自主正教會中最新的几个教会之一。1922年，它通过正教会会议成为了自主教会，并于1937年取得君士坦丁堡普世牧首的认可。现任地拉那、都拉斯和全阿尔巴尼亚总主教为约翰·佩鲁西。